# Skärsjön (Öljehults socken, Blekinge)
Skärsjön är en sjö i Ronneby kommun i Blekinge och ingår i Bräkneåns huvudavrinningsområde. Sjön är 22,5 meter djup, har en yta på 0,123 kvadratkilometer och befinner sig 83,8 meter över havet.

## Delavrinningsområde
Skärsjön ingår i det delavrinningsområde (624899-145405) som SMHI kallar för Ovan Sävsjöå. Medelhöjden är 92 meter över havet och ytan är 38,6 kvadratkilometer. Räknas de 12 avrinningsområdena uppströms in blir den ackumulerade arean 380,43 kvadratkilometer. Avrinningsområdets utflöde Bräkneån mynnar i havet. Avrinningsområdet består mestadels av skog (80 %). Avrinningsområdet har 1,58 kvadratkilometer vattenytor vilket ger det en sjöprocent på 3,5 %.